# Sukamantri (Cisaat)
Sukamantri is een bestuurslaag in het regentschap Sukabumi van de provincie West-Java, Indonesië. Sukamantri telt 7935 inwoners (volkstelling 2010).